# پیرگیاه برفی
پیرگیاه برفی (نام علمی: Senecio nivalis) نام یک گونه از سرده پیرگیاه است.